# Sebastopol (Kalifornia)
Sebastopol – miasto w Stanach Zjednoczonych, w stanie Kalifornia, w hrabstwie Sonoma. Według spisu ludności przeprowadzonego przez United States Census Bureau w roku 2010, w Sebastopol mieszka 7379 mieszkańców.

## Miasta partnerskie
- Czehryń, Ukraina
- Yamauchi, Japonia